# 盐千屈菜
盐千屈菜（学名：Halopeplis pygmaea）是苋科盐千屈菜属的植物。分布在高加索地区、中亚地区以及中国大陆的新疆等地，常生长在盐湖边，目前尚未由人工引种栽培。